# Edith Graf-Litscher

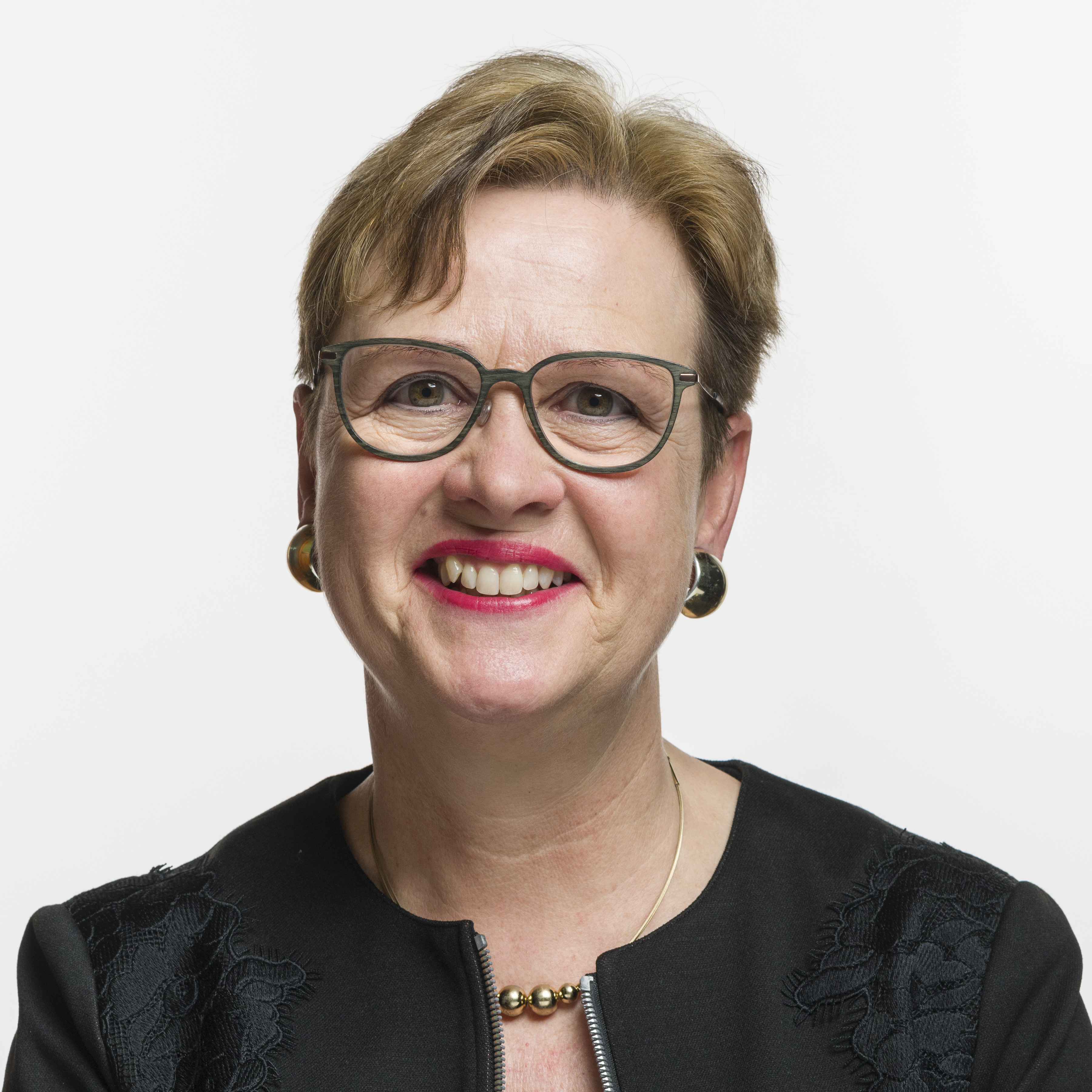
Edith Graf-Litscher (2019)

Edith Graf-Litscher (* 25. März 1964 in Uster; heimatberechtigt in Sevelen und Wolfhalden) ist eine Schweizer Politikerin. Sie ist seit 2005 Nationalrätin (SP).

## Beruflicher Werdegang
Von April 1982 bis September 1994 war sie Bahnbetriebsdisponentin bei den Schweizerischen Bundesbahnen (SBB). Von Oktober 1994 bis Dezember 1996 war sie bei der Krankenkasse SBB, Zürich, angestellt und für die Beratung und den Verkauf zuständig. Sie war von Januar 1997 bis Mai 2005 Leiterin des Service Center Ostschweiz der Atupri-Krankenkasse Zürich. Von Juni 2005 bis April 2008 war sie Agenturleiterin Thurgau der ÖKK-Versicherungen. Seit dem 1. Mai 2008 ist sie Gewerkschaftssekretärin beim Schweizerischen Eisenbahn- und Verkehrspersonal-Verband (SEV) in Bern.

## Mandate
Von 2013 bis 2021 war sie Präsidentin des Thurgauer Gewerkschaftsbunds (TGGB). Seit 2023 ist sie Verwaltungsrätin der SBB. Sie ist Präsidentin des Dachverbands Komplementärmedizin Dakomed sowie der Carnegie-Stiftung für Lebensretter und ist im Vorstand des Informationsdienstes für den öffentlichen Verkehr (LITRA). Ausserdem engagiert sie sich bei «Schwiizer hälfed Schwiizer».

## Politik
Edith Graf-Litscher ist seit 2005 Nationalrätin. Sie ist Mitglied der Kommission für Verkehr und Fernmeldewesen und der Sicherheitspolitischen Kommission. Ausserdem ist sie Präsidentin der parlamentarischen Gruppe «Komplementärmedizin», Co-Präsidentin der Gruppen «Cyber», «Digitale Nachhaltigkeit», «ePower – ICT für die Schweiz» sowie «Glasfasernetz Schweiz» und Mitglied weiterer Gruppen (Stand: April 2022).
Bei den Wahlen im Herbst 2023 ist sie nicht wieder angetreten.

## Privates
Graf-Litscher ist verheiratet mit Harry Graf und wohnt in Frauenfeld.